# Карвин, Лиджи Карвенович
Лиджи Карвенович Карвин (Карвенов) (1887 год, п. Бага-Бурул, Большедербетовского улуса Ставропольской губернии — 1930 год, Саратов, РСФСР) — калмыцкой общественный и политический деятель, поэт, журналист, активный участник образования автономии калмыцкого народа в 1920-е годы, член Калмыцкого ЦИК, один из основоположников калмыцкой литературы и журналистики, первый председатель Большедербетовского улусного комитета.

## Биография
Родился в 1887 году в посёлке Бага-Бурул Большедербетовского улуса Ставропольской губернии. Его родители были зажиточными людьми. Семья Карвиных жила в нескольких кирпичных домах, в одном из которых при Советской власти был размещен Башантинский техникум.
Лиджи Карвенович окончил Ставропольскую учительскую семинарию, Киевский университет, учился в университете в Санкт-Петербурге.
Карвин является одним из основоположников калмыцкой литературы и журналистики. Он начал печататься с 1906 года в газете «Северокавказский край». После Октябрьской революции 1917 года он сотрудничал с редакциями газет «Красный калмык», «Красная степь», «Калмыцкий пахарь», «Красный Дербет».
Автор более 80 стихов («Пустая голова», «Из-за водки», «Свадьба Андрея Бембинова» и др.) и нескольких поэм на калмыцком языке. К 1922 году Карвин собрал 850 народных песен калмыков, а также 700 пословиц и поговорок.
Также Карвин возглавлял Башантинский техникум — на тот момент единственное в Калмыкии учебное заведение среднего профессионального образования. Он был инспектором народного образования, организовывал областные курсы для учителей калмыцкого языка.
В 1920 году Карвин был избран делегатом I-го Общекалмыцкого съезда Советов, проходившего в посёлке Чилгир. Также был избран большевиками первым председателем Большедербетовского улусного комитета.
Л. К. Карвин был активным участником образования автономии калмыцкого народа в 1920-е годы, членом Калмыцкого ЦИК. В период образования Калмыцкой автономии первым стал на позицию объединения всех групп калмыков. Он был организатором и агитатором по добровольному переселению калмыков с Дона, Урала и Терека; объезжал калмыцкие поселения, лично участвовал в их переселении. Был противником перевода волжских калмыков в казачество.
По словам современников, Л. К. Карвин переписывался с В. И. Лениным по вопросам будущего калмыцкого народа. При этом он придерживался больше социал-демократических взглядов, чем коммунистических. Карвин выступал против невежества и забитости народа, за его образование, движение по пути реформ, придавал большое значение просвещению народа.
В 1929 году был арестован и обвинён в контрреволюционной деятельности, осуществляемой им на протяжении ряда лет, а также за работу в период Гражданской войны в управлении, созданном Кавказской армией Вооружённых сил юга России (КАВСЮР) под командованием генерала А. И. Деникина. Карвин был назначен КАВСЮР председателем управы Большедербетовского уезда.
В 1930 году был расстрелян. 16 марта 1989 года посмертно реабилитирован.

## Семья
Жена — Хонгор Исаевна Карвина (1888—1937), в период с 1929 по 1937 годы несколько раз подвергалась арестам.
Дети: дочь — Гилана, 1910 года рождения, дважды подвергалась репрессиям, 10 лет провела в заключении в тюрьмах НКВД. Сыновья: Санджи, 1914 года рождения, погиб в заключении на Колыме в 1937 году; Савр, 1926 года рождения, и Борис, 1928 года рождения, после ареста отца были помещены в детский дом.